# Baby Lasagna
Baby Lasagna, pseudonimo di Marko Purišić (Umago, 5 luglio 1995), è un cantautore, chitarrista e produttore discografico croato.
Ha rappresentato la Croazia all'Eurovision Song Contest 2024 con il brano Rim Tim Tagi Dim, successo contenuto nel primo album in studio DMNS & Mosquitoes, anch'esso numero uno in Croazia.

## Biografia

### Primi anni
Dal 2011 al 2016 e dal 2018 al 2022, Purišić ha ricoperto il ruolo di chitarrista per i Manntra, una band rock croata. Mentre era ancora membro del gruppo, ha partecipato a Dora 2019, ottenendo la quarta posizione con la canzone In the Shadows, con un totale di 12 punti.
Nel 2022, ha aiutato nella co-scrittura di diversi brani per il dodicesimo album in studio dei Mono Inc. (di cui uno dei membri è il fratello minore Martin Purišić), Ravenblack, contribuendo al successo dell'album che ha raggiunto la prima posizione in Germania; questo traguardo ha segnato il punto più alto mai raggiunto dalla band fino a quel momento. Molti dei brani scritti da Purišić sono stati estratti come singoli, tra cui Princess of the Night, Empire, Heartbeat of the Dead, Lieb mich e At the End of the Rainbow.

### Carriera da solista
Nel 2023 ha deciso di intraprendere una carriera da solista sotto lo pseudonimo Baby Lasagna.
Il 21 ottobre 2023, Purišić ha pubblicato il suo singolo di debutto IG Boi tramite Molly Studios.
Quasi due mesi dopo, il 19 dicembre 2023, è uscito il suo secondo singolo Don't Hate Yourself, but Don't Love Yourself too Much.
È stato tra i partecipanti di Dora 2024, la selezione croata per l'Eurovision Song Contest 2024, con il brano Rim Tim Tagi Dim. Dopo aver superato le semifinali il 23 febbraio 2024, ha trionfato nella finale del 25 febbraio. La canzone ha debuttato al 24º posto nella classifica HR Top 40, segnando il primo successo dell'artista a livello nazionale, seguito dal secondo posto all' Eurovision Song Contest.

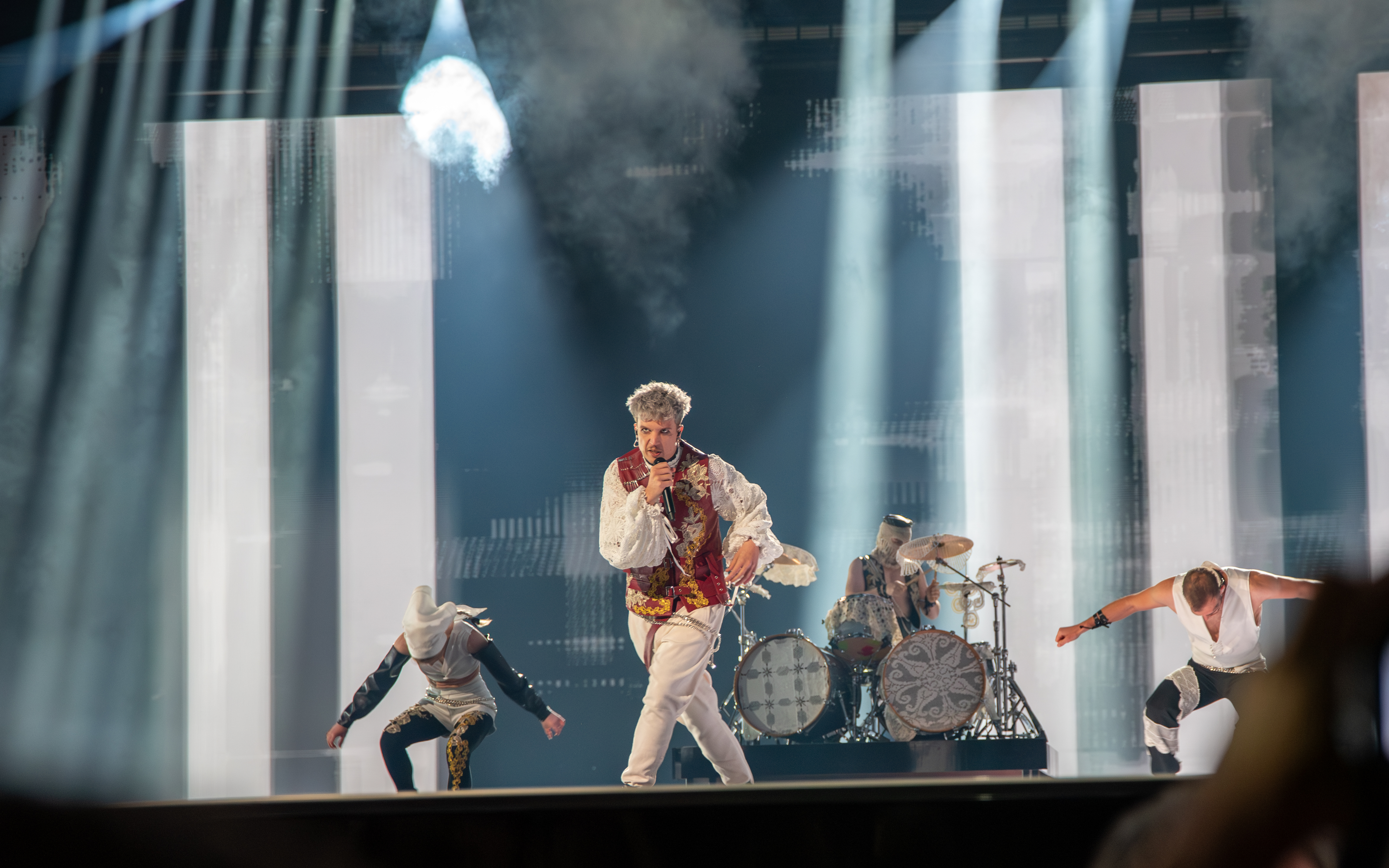
Baby Lasagna durante la semifinale dell'Eurovision Song Contest 2024 del 7 maggio.

Il 28 giugno 2024 è uscito And I, brano dedicato alla sua fidanzata Elizabeta. Il 30 agosto 2024 è uscito Biggie Boom Boom, brano che parla di uno "spirito" di una persona appena morta.
Il 15 novembre 2024 è uscito Catch Me If You Can, brano dedicato al suo matrimonio. È stato premiato con quattro riconoscimenti Porin nel marzo 2025, tra cui quello al miglior artista esordiente.

## Stile musicale
Purišić cita i Rammstein, gli Electric Callboy e Tonči Huljić come sue principali influenze musicali. La sua musica è stata descritta come un mix di pop punk, techno, metal e house. Lo stile musicale di Purišić ruota attorno alla narrazione autobiografica, esplorando le sue esperienze personali, ma affrontando anche questioni sociali più ampie, in particolare quelle che riguardano la sua terra natale. La stessa Rim Tim Tagi Dim consta di una narrazione toccante che raffigura il viaggio di un giovane ragazzo dalla Croazia alla ricerca di un futuro migliore in un altro paese.

## Discografia

### Album in studio
- 2025 – DMNS & Mosquitoes

### Singoli
- 2023 – IG Boy
- 2023 – Don't Hate Yourself, but Don't Love Yourself Too Much
- 2024 – Rim Tim Tagi Dim
- 2024 – And I
- 2024 – Biggie Boom Boom
- 2024 – Catch Me If You Can
- 2025 – Stress
- 2025 – Bam bam bira (con i Kukus)
- 2025 – #Eurodab (con Käärijä)

## Tournée
- 2024/25 – Meow Back Tour